# Quesques
Quesques [kɛk] est une commune française située dans le département du Pas-de-Calais en région Hauts-de-France. Ses habitants sont appelés les Quesquois. La commune est membre de la communauté de communes de Desvres - Samer. C'est dans la commune que le fleuve côtier la Liane prend sa source.
Le territoire de la commune est situé dans le parc naturel régional des Caps et Marais d'Opale.

## Géographie

### Localisation
Localisée dans le nord du département du Pas-de-Calais, Quesques est une commune rurale où le fleuve côtier la Liane prend sa source et située, à vol d'oiseau, à 8 km au nord-est de la commune de Desvres et à 23 km à l'est de la commune de Boulogne-sur-Mer (aire d'attraction et chef-lieu d'arrondissement).
Le territoire de la commune est limitrophe de ceux de sept communes.
Les communes limitrophes sont Escœuilles, Alquines, Brunembert, Coulomby, Lottinghen, Selles et Seninghem.

### Géologie et relief
Le territoire communal se situe en limite de la boutonnière du Boulonnais.
Les terrains les plus anciens, du Jurassique supérieur, sont dans la partie basse, humide, argileuse et vallonnée. Elle est séparée du plateau oriental sec (du Crétacé supérieur) par une cuesta (coteaux calcaires du Crétacé inférieur). Le mont de Quesques culmine en haut de cette cote à environ 195 mètres d'altitude au nord-est du village, en haut du Fond d'Escœuilles, le point culminant de la commune étant à 211 mètres au moulin de Verval.

### Hydrographie
La commune est située dans le bassin Artois-Picardie.
Le territoire communal est drainé par cinq cours d'eau :
- le fleuve côtier la Liane, cours d'eau naturel de 38 km, prend sa source dans la commune et se jette dans la Manche au niveau de la commune de Boulogne-sur-Mer[3] ;
- le ruisseau de Lottinghen, cours d'eau naturel non navigable de 4,3 km qui prend sa source dans la commune de Lottinghen et se jette dans la Liane au niveau de la commune[4] ;

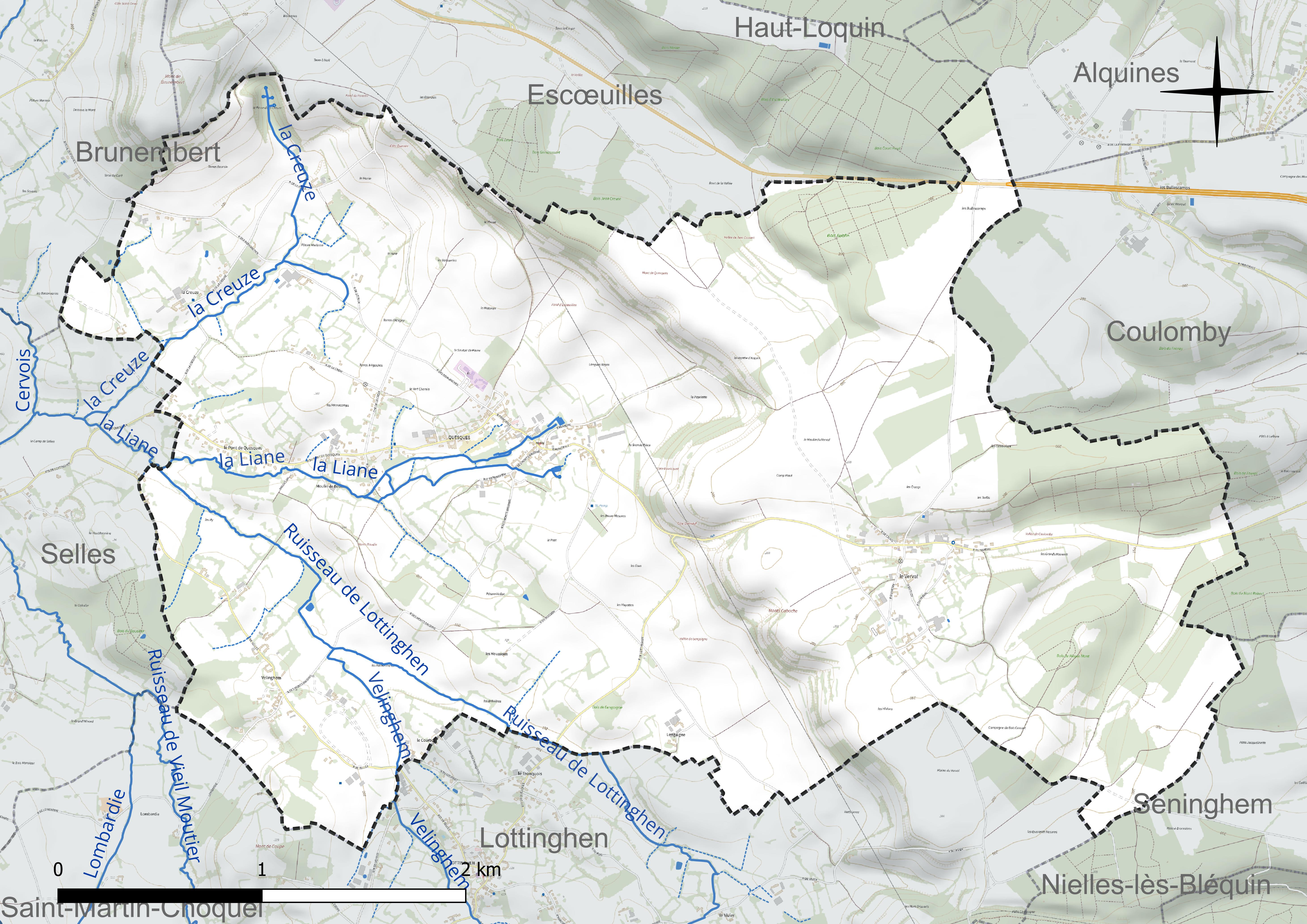
Réseau hydrographique de Quesques.

- le Velinghem, cours d'eau naturel non navigable de 2,2 km qui prend sa source dans la commune de Lottinghen et termine sa course au niveau de la commune[5] ;
- le Creuse, cours d'eau naturel non navigable de 2,12 km qui prend sa source dans la commune et termine sa course au niveau de la commune[6] ;
- la rivière la Creuze, cours d'eau naturel non navigable de 0,75 km qui prend sa source dans la commune et termine sa course au niveau de la commune[7].

### Climat
Pour des articles plus généraux, voir Climat des Hauts-de-France et Climat du Nord-Pas-de-Calais.
En 2010, le climat de la commune est de type climat océanique franc, selon une étude du CNRS s'appuyant sur une série de données couvrant la période 1971-2000. En 2020, Météo-France publie une typologie des climats de la France métropolitaine dans laquelle la commune est exposée à un climat océanique et est dans la région climatique Côtes de la Manche orientale, caractérisée par un faible ensoleillement (1 550 h/an) ; forte humidité de l’air (plus de 20 h/jour avec humidité relative > 80 % en hiver), vents forts fréquents.
Pour la période 1971-2000, la température annuelle moyenne est de 10,1 °C, avec une amplitude thermique annuelle de 13,3 °C. Le cumul annuel moyen de précipitations est de 993 mm, avec 13,1 jours de précipitations en janvier et 8,6 jours en juillet. Pour la période 1991-2020, la température moyenne annuelle observée sur la station météorologique la plus proche, située sur la commune de Nielles-lès-Bléquin à 8 km à vol d'oiseau, est de 10,6 °C et le cumul annuel moyen de précipitations est de 976,9 mm,. Pour l'avenir, les paramètres climatiques de la commune estimés pour 2050 selon différents scénarios d'émission de gaz à effet de serre sont consultables sur un site dédié publié par Météo-France en novembre 2022.

### Paysages
Pour un article plus général, voir Paysage en France.
La commune est située à la jonction de deux paysages tels qu'ils sont définis dans l'atlas des paysages de la région Nord-Pas-de-Calais, conçu par la direction régionale de l'Environnement, de l'Aménagement et du Logement (DREAL), : 
- le « paysage boulonnais » qui concerne 66 communes, se délimite : au Nord, par les paysages des coteaux calaisiens et du Pays de Licques, à l'Est, par le paysage du Haut pays d'Artois, et au Sud, par les paysages Montreuillois.

Le « paysage boulonnais », constitué d'une boutonnière bordée d'une cuesta définissant un pays d'enclosure, est essentiellement un paysage bocager composé de 47 % de son sol en herbe ou en forêt et de 31 % en herbage, avec, dans le sud et l'est, trois grandes forêts, celle de Boulogne, d'Hardelot et de Desvres et, au nord, le bassin de carrière avec l'extraction de la pierre de Marquise depuis le Moyen Âge et de la pierre marbrière dont l'extraction s'est développée au XIXe siècle.
La boutonnière est formée de trois ensembles écopaysagers : le plateau calcaire d'Artois qui forme le haut Boulonnais, la boutonnière qui forme la cuvette du bas Boulonnais et la cuesta formée d'escarpements calcaires.
Dans ce paysage, on distingue trois entités :
- - les vastes champs ouverts du Haut Boulonnais ;
  - le bocage humide dans le Bas Boulonnais ;
  - la couronne de la cuesta avec son dénivelé important et son caractère boisé[15] ;
- les « paysages des hauts plateaux artésiens », qui concernent 77 communes du Pas-de-Calais, se situent à l'extrémité ouest des collines de l'Artois qui traversent le Pas-de-Calais d'Arras au Boulonnais. L'alltitude de ces paysages dépassent les 180 mètres. Ces dimensions sont modestes, d'une quinzaine de kilomètres du sud-est au nord-ouest et d'une vingtaine de kilomètres dans sa dimension la plus grande[16].

Ces « paysages des hauts plateaux artésiens », appelés aussi « Haut Artois », se caractérisent par trois ensembles écopaysagers :
- - l'ensemble mésophile ouvert du plateau artésien calcaire ;
  - l'ensemble alluvial des fonds de vallée de la Lys et de l'Aa ;
  - l'ensemble calcicole des versants calcaires des vallées[16].

Le « Haut Artois » dispose d'une importante densité de corridors biologiques bien interconnectés.
Dans le « Haut Artois », pas de villes, c'est une des rares terres rurales de la région, les communes les plus importantes sont, du nord au sud, Lumbres, Fauquembergues et Fruges. Le « Haut Artois », drainé par l'Aa et la Lys, constitue le sommet de l'anticlinal artésien, paysage ventée, froid et aux précipitations importantes qui en font le château d'eau régional.
Leș cultures représentent environ 60 % des sols, les prairies entre 26 et 27 %, les bois de 5 à 8 % et les villages et bourgs de 5 à 8 %, l'industrie y est peu présente.

### Milieux naturels et biodiversité

#### Espaces protégés
La protection réglementaire est le mode d’intervention le plus fort pour préserver des espaces naturels remarquables et leur biodiversité associée.
Dans ce cadre, la commune fait partie de deux espaces protégés : 
- le parc naturel régional des Caps et Marais d'Opale, d’une superficie de 132 499 ha réparties sur 154 communes, géré par le syndicat mixte d'aménagement et de gestion du parc naturel régional des Caps et Marais d'Opale[18] ;
- la côte d Escœuilles d’une superficie de 0,506 hectare. Terrain acquis (ou assimilé) et géré par le Conservatoire d'espaces naturels des Hauts-de-France[19].

#### Zones naturelles d'intérêt écologique, faunistique et floristique
L’inventaire des zones naturelles d'intérêt écologique, faunistique et floristique (ZNIEFF) a pour objectif de réaliser une couverture des zones les plus intéressantes sur le plan écologique, essentiellement dans la perspective d’améliorer la connaissance du patrimoine naturel national et de fournir aux différents décideurs un outil d’aide à la prise en compte de l’environnement dans l’aménagement du territoire.
Le territoire communal comprend deux ZNIEFF de type 1 : 
- les bois Court-Haut, bois Roblin, bois Fort-taille, bois du Locquin, bois de la Longue rue et leurs lisières. Cet petit ensemble forestier marque le revers méridional de la cuesta du pays de Licques, en contact direct avec la grande dépression du Boulonnais[20] ;
- le mont de Brunembert et le coteau de Quesques. Cette ZNIEFF est constituée du mont de Brunembert qui culmine à plus de 180 m, c'est un promontoire crayeux dominant la cuvette herbagère du Bas-Boulonnais, Ce mont est prolongé par le coteau de Quesques. Elle est entaillée par un vallon boisé très profond, la Fosse de la Creuze, d'où jaillissent plusieurs sources alimentant de petits ruisseaux s’écoulant vers le bocage herbager de Quesques[21].

et quatre ZNIEFF de type 2 : 
- la boutonnière de pays de Licques. Cette ZNIEFF, de 17 830 ha, s'étend sur 43 communes[22] ;
- le complexe bocager du Bas-Boulonnais et de la Liane. Le complexe bocager du bas-Boulonnais et de la Liane s’étend entre Saint-Martin-Boulogne et Saint-Léonard à l’ouest et Quesques et Lottinghen à l’est. Il correspond à la cuvette herbagère du bas-Boulonnais[23] ;
- la vallée du Bléquin et les vallées sèches adjacentes au ruisseau d’Acquin. Cette ZNIEFF se situe sur les marges septentrionales du Haut-Pays d’Artois, en bordure des cuestas du Boulonnais et du pays de Licques[24] ;
- la cuesta du Boulonnais entre Neufchâtel-Hardelot et Colembert. Cette ZNIEFF marque la séparation entre les terrains du Jurassiques du Bas-Boulonnais et les plateaux crayeux des hautes terres Artésiennes[25].

Carte des ZNIEFF de type 1 et 2 sur la commune
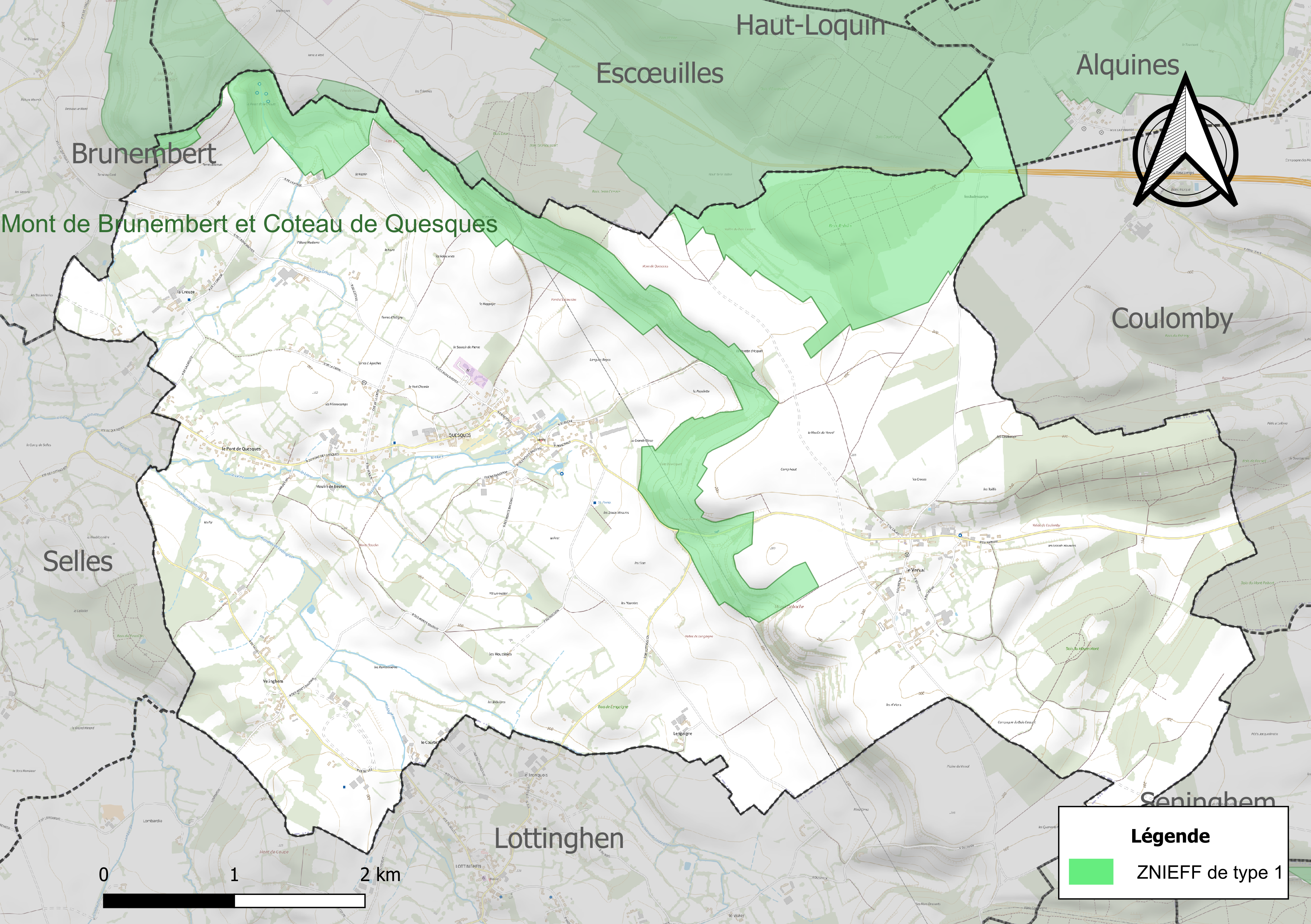
Carte des ZNIEFF de type 1 sur la commune.
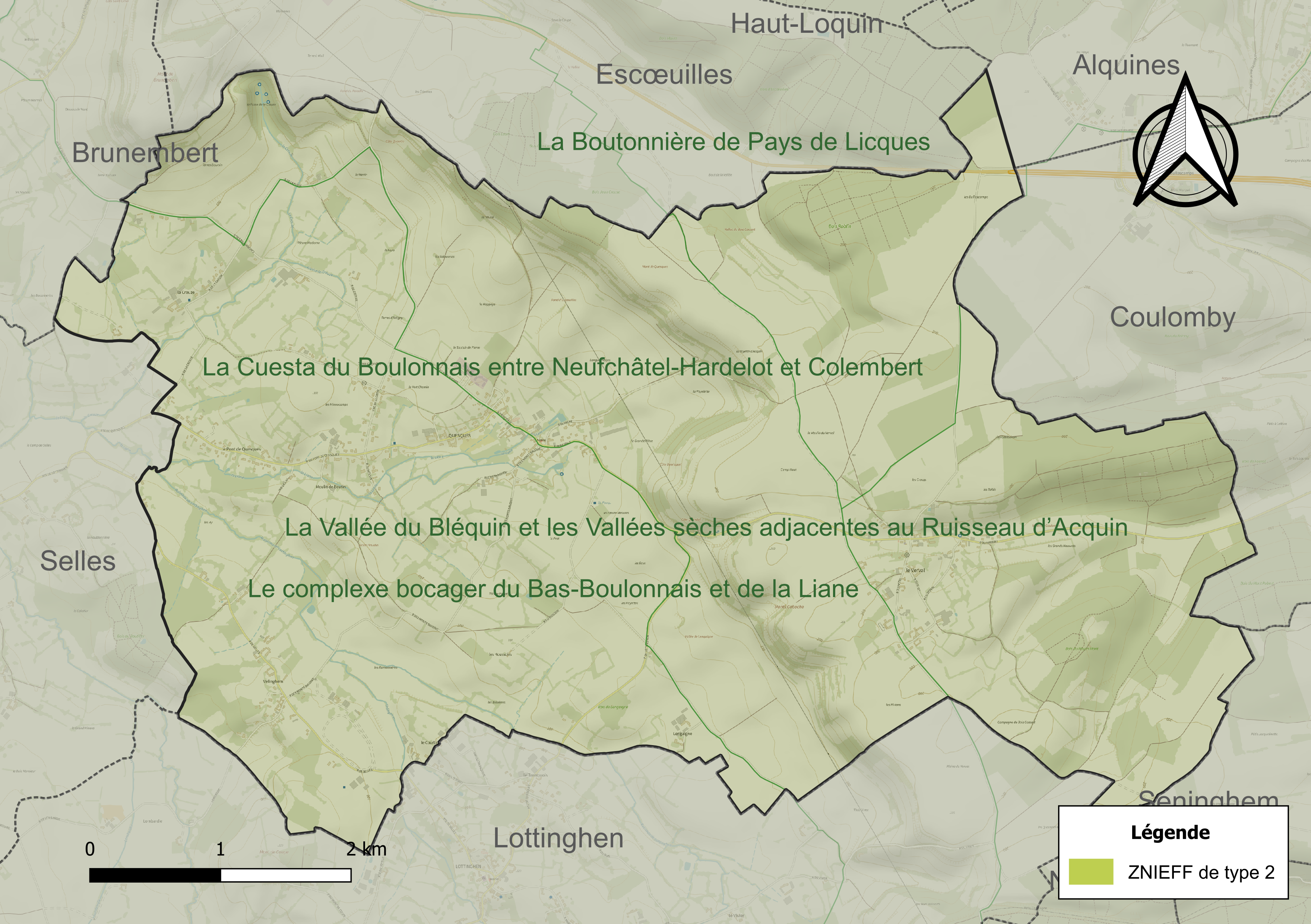
Carte des ZNIEFF de type 2 sur la commune.

#### Espèces faunistiques et floristiques
L’Inventaire national du patrimoine naturel (INPN) recense plusieurs espèces faunistiques et floristiques sur le territoire de la commune dont certaines sont protégées et d’autres menacées et quasi-menacées.

## Urbanisme

### Typologie
Au 1er janvier 2024, Quesques est catégorisée commune rurale à habitat dispersé, selon la nouvelle grille communale de densité à sept niveaux définie par l'Insee en 2022.
Elle est située hors unité urbaine. Par ailleurs la commune fait partie de l'aire d'attraction de Boulogne-sur-Mer, dont elle est une commune de la couronne,. Cette aire, qui regroupe 80 communes, est catégorisée dans les aires de 50 000 à moins de 200 000 habitants,.

### Occupation des sols
L'occupation des sols de la commune, telle qu'elle ressort de la base de données européenne d’occupation biophysique des sols Corine Land Cover (CLC), est marquée par l'importance des territoires agricoles (85,8 % en 2018), en diminution par rapport à 1990 (92,3 %). La répartition détaillée en 2018 est la suivante : 
terres arables (43 %), zones agricoles hétérogènes (30,2 %), prairies (12,7 %), forêts (8,2 %), zones urbanisées (6 %). L'évolution de l’occupation des sols de la commune et de ses infrastructures peut être observée sur les différentes représentations cartographiques du territoire : la carte de Cassini (XVIIIe siècle), la carte d'état-major (1820-1866) et les cartes ou photos aériennes de l'IGN pour la période actuelle (1950 à aujourd'hui).

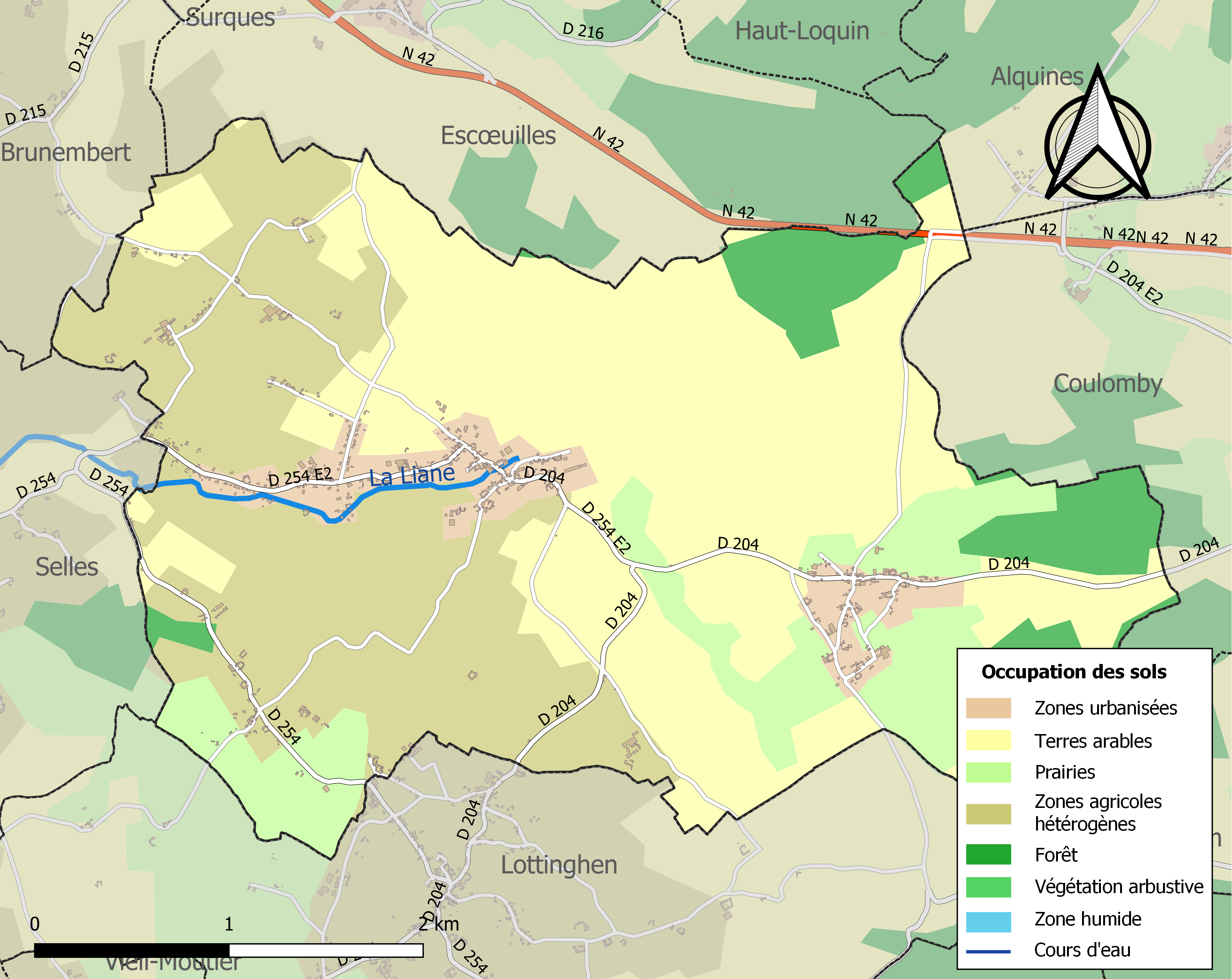
Carte des infrastructures et de l'occupation des sols de la commune en 2018 (CLC).

### Voies de communication et transports
La commune se situe au sud de la RN 42, à 27 km de Boulogne-sur-Mer et 30 km de Saint-Omer par la route, ces deux villes permettant l'accès aux grandes lignes du réseau ferré. L'autoroute des Anglais (A26/E15) est la plus proche, à environ 19 km par la route à l'est. L'A16/E402 est à 24 km à l'ouest. L'accès aux services peut se faire dans plusieurs pôles secondaires : Desvres est à environ 11 km, Lumbres à 16 km, Colembert à 10 km, Licques à 12 km.

### Risques naturels et technologiques

#### Risque inondation
À la suite du passage des tempêtes Ciarán, Domingos et Elisa et des inondations et coulées de boue qui se sont produites, la commune est reconnue, par arrêté du 14 novembre 2023, en état de catastrophe naturelle pour inondations et coulées de boue sur la période du 2 au 12 novembre 2023, comme 179 autres communes du département.

## Toponymie
Le nom de la localité est attesté sous les formes Kessiacum de 830 à 857 ;  Reseka en 1078 ; Kesseca en 1080 ; Kessecum en 1094 ; Kescha en 1190 ; Keska au XIIIe siècle ; Kesce vers 1420 ; Quesques-en-Boullenois en 1477 ; Keske (1512), Quesques en 1793 ; Quesque puis Quesques depuis 1801.
Selon Maurits Gysseling, le nom proviendrait d'un anthroponyme gallo-romain, Cassius.

## Histoire
Entre 1790 et 1794, la commune absorbe le village voisin de Le Verval.
Le Verval était, avant la Révolution française, le siège d'une seigneurie.

### Seigneurs du village
Louis Ernest de Marbais, écuyer, est en 1716, seigneur du Verval et de Caleuesle, échevin de la ville d'Arras, avocat au Parlement, député des États d'Artois à la cour de France. Il est le fils de Jean Louis de Marbais, conseiller au conseil d'Artois. Il obtient en août 1716, des lettres patentes établies à Paris le reconnaissant et le maintenant dans l'état de noblesse. Il a eu quatre enfants qui le 11 mai 1746 ont eu l'autorisation de faire lever une expédition des lettres  de 1716 :
- Jean Louis Édouard de Marbais, écuyer, seigneur de Collenette, major de la brigade de Montmorency, au régiment royal des carabiniers, chevalier de Saint-Louis
- Jacques François Ernest de Marbais, écuyer, seigneur du Verval, garde du roi d'Espagne et capitaine de cavalerie par commission
- Philippe François Eugène de Marbais, écuyer, seigneur de la Tour, capitaine au régiment de Bruxelles au service du roi d'Espagne
- Demoiselle Rosalie de Marbais[32].

## Politique et administration

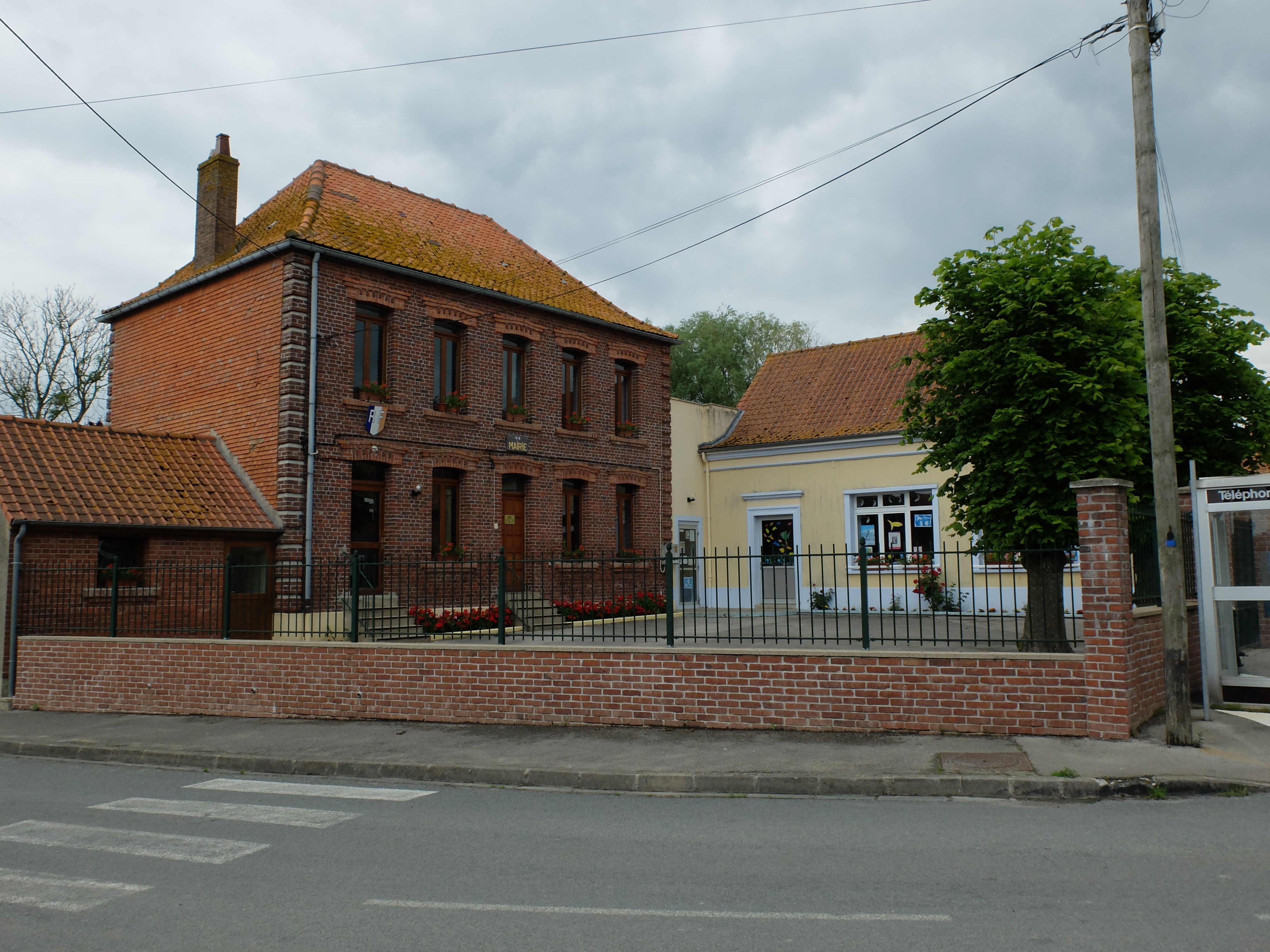
La mairie.

### Découpage territorial
La commune se trouve dans l'arrondissement de Boulogne-sur-Mer du département du Pas-de-Calais.

#### Commune et intercommunalités
La commune est membre de la communauté de communes de Desvres - Samer qui regroupe 31 communes et totalise 23 221 habitants en 2021.

#### Circonscriptions administratives
La commune est rattachée au canton de Desvres.

#### Circonscriptions électorales
Pour l'élection des députés, la commune fait partie de la sixième circonscription du Pas-de-Calais.

### Élections municipales et communautaires

#### Liste des maires
| Période                                  | Période                    | Identité          | Étiquette | Qualité                                                                           |
| ---------------------------------------- | -------------------------- | ----------------- | --------- | --------------------------------------------------------------------------------- |
| Les données manquantes sont à compléter. |                            |                   |           |                                                                                   |
| mars 2001                                | 2008                       | Yves Labbé        |           |                                                                                   |
| mars 2008                                | En cours (au 3 avril 2022) | Paul Saint-Maxent | UMP-LR    | Chef d’entreprise Réélu pour le mandat 2014-2020, Réélu pour le mandat 2020-2026, |

## Population et société

### Démographie
Les habitants sont appelés les Quesquois.

#### Évolution démographique
L'évolution du nombre d'habitants est connue à travers les recensements de la population effectués dans la commune depuis 1793. Pour les communes de moins de 10 000 habitants, une enquête de recensement portant sur toute la population est réalisée tous les cinq ans, les populations de référence des années intermédiaires étant quant à elles estimées par interpolation ou extrapolation. Pour la commune, le premier recensement exhaustif entrant dans le cadre du nouveau dispositif a été réalisé en 2006.

En 2022, la commune comptait 722 habitants, en évolution de +8,25 % par rapport à 2016 (Pas-de-Calais : −0,72 %, France hors Mayotte : +2,11 %).
| 1793 | 1800 | 1806 | 1821 | 1831 | 1836 | 1841 | 1846 | 1851 |
| ---- | ---- | ---- | ---- | ---- | ---- | ---- | ---- | ---- |
| 628  | 614  | 745  | 652  | 661  | 687  | 655  | 654  | 620  |

| 1856 | 1861 | 1866 | 1872 | 1876 | 1881 | 1886 | 1891 | 1896 |
| ---- | ---- | ---- | ---- | ---- | ---- | ---- | ---- | ---- |
| 639  | 603  | 591  | 613  | 650  | 619  | 702  | 747  | 704  |

| 1901 | 1906 | 1911 | 1921 | 1926 | 1931 | 1936 | 1946 | 1954 |
| ---- | ---- | ---- | ---- | ---- | ---- | ---- | ---- | ---- |
| 658  | 678  | 616  | 576  | 578  | 567  | 587  | 638  | 594  |

| 1962 | 1968 | 1975 | 1982 | 1990 | 1999 | 2006 | 2011 | 2016 |
| ---- | ---- | ---- | ---- | ---- | ---- | ---- | ---- | ---- |
| 585  | 569  | 542  | 481  | 542  | 559  | 568  | 616  | 667  |

| 2021 | 2022 | - | - | - | - | - | - | - |
| ---- | ---- | - | - | - | - | - | - | - |
| 712  | 722  | - | - | - | - | - | - | - |

#### Pyramide des âges
En 2018, le taux de personnes d'un âge inférieur à 30 ans s'élève à 34,7 %, soit en dessous de la moyenne départementale (36,7 %). À l'inverse, le taux de personnes d'âge supérieur à 60 ans est de 25,4 % la même année, alors qu'il est de 24,9 % au niveau départemental.
En 2018, la commune comptait 338 hommes pour 343 femmes, soit un taux de 50,37 % de femmes, légèrement inférieur au taux départemental (51,50 %).
Les pyramides des âges de la commune et du département s'établissent comme suit.
| Hommes | Classe d’âge | Femmes |
| ------ | ------------ | ------ |
| 0,6    | 90 ou +      | 1,2    |
| 7,0    | 75-89 ans    | 9,0    |
| 17,4   | 60-74 ans    | 15,6   |
| 20,9   | 45-59 ans    | 17,0   |
| 19,9   | 30-44 ans    | 21,9   |
| 15,0   | 15-29 ans    | 12,8   |
| 19,2   | 0-14 ans     | 22,4   |

| Hommes | Classe d’âge | Femmes |
| ------ | ------------ | ------ |
| 0,5    | 90 ou +      | 1,6    |
| 5,6    | 75-89 ans    | 8,9    |
| 16,7   | 60-74 ans    | 18,1   |
| 20,2   | 45-59 ans    | 19,2   |
| 18,9   | 30-44 ans    | 18,1   |
| 18,2   | 15-29 ans    | 16,2   |
| 19,9   | 0-14 ans     | 17,9   |

### Sports et loisirs
En septembre 2023, la commune, aidée à hauteur de 80 % par l’État, le département et l’Agence nationale du sport, inaugure un terrain multisports où il est possible de pratiquer le football, le basket-ball, le volley-ball et le tennis.

## Culture locale et patrimoine

### Lieux et monuments
- L'église.

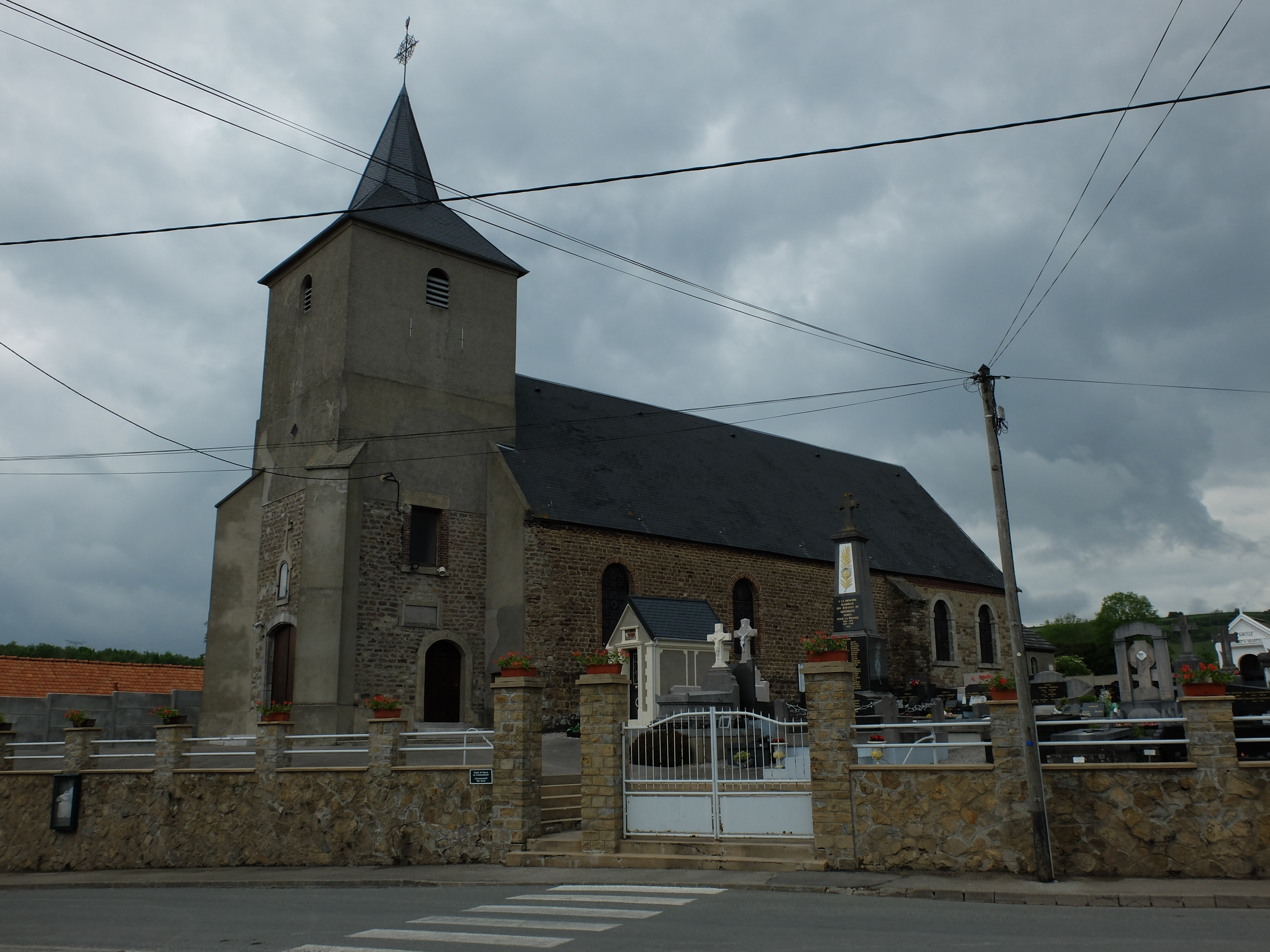
L'église et le monument aux morts.

- Le monument aux morts, surmonté d'une croix latine[46].

### Personnalités liées à la commune
- François Auguste Delengaigne (1894-1951), né au Verval, un hameau de la commune, puis domicilié et mort à Alquines, considéré comme le « plus grand mutilé de France » de la Première Guerre mondiale, est fait officier de la Légion d'honneur en 1933[47],[48],[49].

### Héraldique
| Blason de Quesques | Blason  | D'or à la fasce bandée d'argent et de gueules. |
| Blason de Quesques | Détails | Armes attribuées d'office par les commis de Charles d'Hozier au chapitre de la collégiale de Saint-Pol, qui possédait avant la Révolution la terre de Quesques. Utilisé par la commune. |

## Pour approfondir

#### Bases de données, dictionnaires et encyclopédies
- Ressources relatives à la géographie :   - Insee (communes)
  - Ldh/EHESS/Cassini
- Ressource relative à plusieurs domaines :   - Annuaire du service public français
- Notices d'autorité :   - BnF (données)